# تورفیچن
تورفیچن (به انگلیسی: Torphichen) یک روستا در بریتانیا است که در لوتیان غربی واقع شده‌است.